# 가희
가희(본명: 박지영, 1980년 12월 25일~)는 대한민국의 가수이자 뮤지컬 배우이다.

## 생애

### 1980–2006: 젊은 시절과 활동
1980년 12월 25일 경상북도 대구시에서 1남 3녀 중 셋째로 태어나 평범하게 살아가던 가희는 16살 때 음악 그룹 룰라를 보고 춤에 매력을 느껴 가수가 되기로 결심했다. 하지만 가족의 거센 반대로 인해서 그녀는 정식으로 댄스 수업을 받을 수도 없었고 혼자 연습을 해야 했다. 그런 가희의 부모님은 가희를 지방에 있는 대학에 보냈고 가희는 결국에는 더 이상 이대로만 있을 수가 없음을 깨달았다. 그래서 친구의 도움을 받아 고향을 떠나서 가수가 되기로 결심했다. 빈손으로 서울로 올라온 그녀는 친구의 도움을 받아서 백업댄서가 됐다.
2000년도에 가희는 DJ DOC의 메인 댄서가 되는데 특히 그 노래가 바로 잘 알려진 히트곡인 "Run To You"였다. 가희가 들어온지 얼마 안 돼서 이러한 대히트곡으로 주목을 받았기에 그녀를 시기하는 사람들이 많아졌고 결국 가희는 DJ DOC를 떠나서 댄스 활동을 그만둔 채 이런저런 아르바이트를 하면서 생계를 이어갔다. 그러던중 SM의 안무가 중 한명이 그녀를 보아의 백업댄서로 추천했고 결국 가희는 보아의 백댄서로 부활을 하며 재기하는 데 성공했다. 이 후에 가희는 컨츄리 꼬꼬, 지누션, 1TYM, 렉시, 채연, 은지원 등 많은 가수들의 백댄서 생활을 하게 됐으며, 손담비와 메이다니에게는 춤 선생님이 됐다.

### 2007–12: 애프터스쿨
가희는 애프터스쿨로 활동하기 이전 손담비와 함께 미국에서 에스블러쉬라는 그룹으로 활동했으며, 한때 핫클럽 빌보드 차트 2위에 올라간 적이 있다. 또한 애프터스쿨로 데뷔하기 전에는 보아와 손담비의 백댄서, 메이다니의 춤 선생님으로 활동했다. 2005년에는 지누션의 4집 타이틀곡 전화번호 뮤직비디오에 출연했다. 그 후, 1년 반 동안 애프터스쿨에 캐스팅 되어 트레이닝을 받았으며, 리더를 맡았다. 가희는 애프터스쿨에 처음 데뷔했을 때 이미 백댄서 경력이 10년이 넘는 고참급 백댄서로 가수로서는 처음이였으나 무대 경력으로는 어지간한 중견가수들 보다도 경력이 훨씬 길었다. 2009년에 첫 싱글 "New Schoolgirl"로 데뷔했다. 이후 디지털 싱글 "Diva"를 발매하여 활동했고, 2009년 11월에 세 번째 싱글 〈너 때문에〉를 발매하여 SBS 인기가요에서 처음으로 공중파 1위를 차지해 애프터스쿨이 본격적인 인기를 얻기 시작했다. 비슷한 시기에 가희도 인기를 얻기 시작했는데, 섹시 댄스와 넘치는 끼로 각종 예능을 휩쓸며 예능 섭외 순위 1위로 전격 부상했다. 이후 2010년 4월에 세 번째 싱글 "Bang!"을 발매하여 군악대 컨셉으로 많은 관심을 받았다.
가희는 SBS 《영웅호걸》에 고정 출연을 해 많은 활약을 펼쳐 2010 SBS 연예대상에서 뉴스타상을 수상하기도 했다. 한편, 2010년 6월 1일 에세이집 《플레이 걸즈》 발간 기념식 브런치파티에서 박가희는 솔로 활동을 할 예정이라고 밝혔지만, 계속 활동이 미루어져 정확한 시기는 정해지지 않았다. 2011년 2월 14일에는 가희의 데뷔 음반 《돌아와 나쁜 너》가 발매되었다. 가희는 앨범의 수록곡 〈돌아와 나쁜 너〉와 〈롤러코스터〉를 직접 작사하고 무대 아이디어를 내는 등 앨범에 참여했다. 동명의 타이틀곡 〈돌아와 나쁜 너〉로 활동했는데, 섹시 컨셉으로 갈 것이라는 많은 사람들의 예상과 달리 성숙하고 몽환적인 컨셉을 들고나왔다. 하지만 《뮤직뱅크》에서 최고 18위를 기록하고 하락하는 등 큰 성과를 거두지는 못했다. 2012년 1월 30일부터는 KBS 드라마 《드림하이 2》에 기린예고의 선생님 현지수 역으로 출연했다. 2012년 6월에는 애프터스쿨 졸업을 확정지었고, 6월 17일 일본 도쿄돔 시티홀에서 열린 애프터스쿨 콘서트에서 마지막 무대를 섰다.

### 2013–현재: 솔로 활동
2013년 3월 14일부터는 손담비와 함께 공동진행으로 MBC 뮤직의 《손담비의 뷰티풀 데이즈》 공동 진행을 맡았고, 6월 시즌 2가되면서 새 앨범 준비를 위해 하차했다, 7월 22일부터 6일 동안 네이버 TV캐스트를 통해 방송되는 SNS 드라마 《아직 헤어지지 않았기 때문에》에 이완과 함께 주연인 심재희 역으로 출연한다. 10월에 2번째 미니앨범 《Who Are You?》로 컴백했다. 타이틀곡은 〈It's ME〉이며, 발매 이틀 전 고인이 된 로티플스카이가 작곡한 노래로 화제가 되었다. 2014년 4월에 뮤지컬 보니앤클라이드의 여주인공 보니 역에 뮤지컬 배우 오소연과 함께 더블 캐스팅 되었다.
2016년 3월 26일, 인케이스 양준무 대표와 하와이에서 결혼식을 올렸으며 2016년 10월 3일에 첫째 아들 양노아 군, 2018년 6월 16일 둘째 아들 양시온 군을 출산하였다.

## 작사 활동
가희는 2008년부터 꾸준히 작사, 피처링 활동을 했는데, 대표적으로 애프터스쿨의 "When I Fall", "With U" 등을 작사했고 숙희의 "One Love"중 랩 가사를 직접 작사하고 피쳐링을 했다. 또한 손담비의 "BEAT UP BY A GIRL"을 작사하며 작사가로서의 재능을 보였다. 2010년 겨울에는 애프터스쿨 자선 캐롤 앨범 "Happy Pledis 1st Album"을 발매했는데, 그 중 수록곡인 "Someone is you"의 가사를 가희의 추억을 담아 썼다. 2011년 발매한 첫 솔로 앨범 《돌아와 나쁜 너》에서 타이틀곡 〈돌아와 나쁜 너〉와 〈롤러코스터〉 역시 직접 작사했다.

## 영향
가희는 "비욘세는 여성에 대한 존중을 메시지로 담은 노래를 많이 불렀거든요. 비욘세의 가창력, 섹시함, 무대 퍼포먼스 모두 좋지만 특히 그런 점이 마음에 들어요. 저도 비욘세처럼 여성의 입장을 대변하는 메시지를 담은 노래를 많이 부르고 싶어요."라며 자신의 롤 모델이 비욘세 놀스라고 밝혔다.

## 음반 목록

### EP 음반
| # | 앨범 정보                                    | 트랙 리스트 |
| - | -------------------------------------------- | --- |
| 1 | 《돌아와 나쁜 너》 - 발매일: 2011년 2월 16일 | 1. 돌아와 나쁜 너 2. One Love 3. 선물 4. 롤러코스터                                                                                                  |
| 2 | 《Who Are You?》 - 발매일: 2013년 10월 10일  | 1. Boys and Girls (Feat. 스윙스) 2. It`s ME (Feat. 덤파운데드) 3. Hey boy (Feat. Dok2) 4. Sinister (Feat. 베카) 5. 색색의 세계 (With 윤도현) 6. Slow |

### 에스블러쉬
- 2007: It's My Life

### 참여 음반
| 연도 | 아티스트    | 앨범                   | 노래                | 참여 종류      |
| 2008 | 손담비      | Mini Album Vol.1       | "Bad Boy"           | 피처링         |
| 2009 | 애프터스쿨  | 너 때문에              | "When I Fall "      | 작사           |
| 2010 | 애프터스쿨  | Bang!                  | "With U"            | 작사           |
| 2010 | 숙희        | The First Experience   | "One Love"          | 작사 및 피처링 |
| 2010 | 손담비      | The Queen              | "Beat up by a girl" | 작사           |
| 2010 | 애프터 스쿨 | Happy Pledis 1st Album | "Someone is you"    | 작사           |
| 2015 | 채연        | 안봐도 비디오          | "Runway"            | 피처링         |

## 출연 작품
| 연도 | 제목                            | 역할   | 비고      |
| ---- | ------------------------------- | ------ | --------- |
| 2012 | 《드림하이 2》                  | 현지수 |           |
| 2013 | 《아직 헤어지지 않았기 때문에》 | 심재희 | 웹 드라마 |

| 연도      | 제목               | 역할   | 비고 |
| --------- | ------------------ | ------ | ---- |
| 2014      | 《보니앤클라이드》 | 보니   |      |
| 2014~2015 | 《올슉업》         | 산드라 |      |

| 연도 | 제목                                    | 역할                 | 비고   |
| ---- | --------------------------------------- | -------------------- | ------ |
| 2010 | 《영웅호걸》                            | 고정 출연            |        |
| 2013 | 《손담비의 뷰티풀 데이즈》              | 공동 진행            | 시즌 1 |
| 2015 | 《미스터리 음악쇼 복면가왕》            | 마스카라 번진 야옹이 |        |
| 2015 | 《닭치고 서핑》                         | 고정 출연            |        |
| 2016 | 《PRODUCE 101》                         | 고정 출연            |        |
| 2016 | 《마이 리틀 텔레비전》                  | 출연                 |        |
| 2016 | 《김제동의 톡투유 - 걱정 말아요! 그대》 | 출연                 |        |
| 2017 | 《PRODUCE 101 시즌2》                   | 고정 출연            |        |
| 2019 | 《똥강아지들》                          | 출연                 |        |
| 2022 | 《엄마는 아이돌》                       | 고정 출연            |        |
| 2024 | 《미스쓰리랑》                          | 게스트               |        |

| 연도 | 곡제목   | 가수   |
| ---- | -------- | ------ |
| 2004 | 전화번호 | 지누션 |
| 2005 | 올빼미   | 은지원 |

### 광고
2009
- 패션잡지 코스모폴리탄 화보
- 삼성전자 - 애니콜, 햅틱아몰레드
- F/W 드레스투킬 광고 모델

2010
- CJ제일제당 팻다운 전속모델
- 비발디파크 오션월드 CF
- 엘르 엣진 '런어웨이 브라이드(RUNAWAY BRIDE)' 화보
- 패션브랜드 디올(Dior) 화보

## 수상 목록
- 2010년 SBS 연예대상 예능 뉴스타상 《영웅호걸》[6]